# Кёпп, Габриэла
Габриэла «Габи» Кёпп (нем. Gabriele «Gabi» Köpp, 24 июня 1929, Шнайдемюль (ныне территория Польши) — 6 августа 2010, Берлин) — немецкий физик. Известна как автор автобиографии, в которой описала, как многократно подвергалась изнасилованию советскими солдатами, и свой побег от них.

## Биография
26 января 1945 года мать Габриэлы отправила её вместе со старшей сестрой на запад ввиду приближения частей Красной армии к немецким землям, ныне входящим в состав Польши. Товарный поезд с беженцами был атакован танками и сошёл с рельс. Сестра Габриэлы пропала без вести, а сама девушка, согласно её воспоминаниям, опубликованным позднее, попала в руки советских солдат, которые в течение 14 дней неоднократно её насиловали. Габриэла смогла убежать и через 15 дней нашла свою мать в Гамбурге, который попал в Британскую зону оккупации Германии, позднее отошедшей к ФРГ. Тем не менее, мать запретила девушке рассказывать о том, что с ней случилось.
С 1955 года Габриэла Кёпп изучала физику в Гамбургском университете (ФРГ), в 1966 году получила докторскую степень. Темой её диссертации было протонное рассеяние. В 1977 году в Рейнско-Вестфальском техническом университете Ахена защитила работу об электронно-позитронной аннигиляции, с 1986 года — внештатный профессор университета. В 1994 году вышла на пенсию, но продолжала академическую деятельность. В 1997 году написала учебник по квантовой электродинамике.
В 1992 году Кёпп опубликовала свою автобиографию, в которой рассказала историю своего побега и изнасилований. В 2010 году книга была несколько переработана и повторно опубликована. Новое издание, в отличие от старого, получило широкое распространение. Историк Мириам Гебхардт сравнила воспоминания Кёпп с аналогичными публикациями 1950-х годов, отметив продемонстрированное Габриэлой «экзистенциальное одиночество и беспомощность жертв». Книга также была переведена на финский, чешский и эстонский языки.
В 1999 году Кёпп переехала в Берлин, где и умерла. Урна с её прахом захоронена на кладбище Карлсхорста.

## Сочинения
- Meine Geschichte : Bericht über eine 1945 erlebte Flucht aus der Grenzmark Posen-Westpreussen. K. Fischer, Aachen 1992, ISBN 978-3-927854-37-6. (Ersterscheinung)
- Warum war ich bloß ein Mädchen? Das Trauma einer Flucht 1945 . Herbig, München 2010, ISBN 978-3-7766-2629-2. (Neufassung)
- Warum war ich bloß ein Mädchen? Das Trauma einer Flucht 1945 . Knaur, München 2012, ISBN 978-3-426-78450-1. (Taschenbuch-Erstausgabe)
- Gabriele Köpp: «Ich war noch ein Kind». In: Bedrohte Völker — Pogrom, Zeitschrift der Gesellschaft für bedrohte Völker, ZDB-ID 511691-0, Nr. 277 (03/2013).
- Gabriele Köpp: Einfluß der Pion-Resonanzen auf die niederenergetische Proton-Proton-Streuung. Hamburg 1966
- Gabriele Köpp: Dispersionstheoretische Beschreibung der Übergangsformfaktoren Fγωπ (t) und Fγρε (t) mit normalen und anomalen Schnittbeiträgen und ihr Einfluss auf die Elektron -Positron-Vernichtung. Aachen 1977.
- Gabriele Köpp, Frank Krüger: Einführung in die Quanten-Elektrodynamik. Teubner, Stuttgart 1997, ISBN 978-3-519-03235-9.